# لوکاس چیارتی
لوکاس چیارتی (به پرتغالی: Lucas Chiaretti Cossenzo) هافبک اهل برزیل است که در شهر بلو هوریزونته و در تاریخ ۲۲ سپتامبر ۱۹۸۷ به دنیا آمده‌است.
لوکاس چیارتی در تیم‌های فوتبال کروزیرو سابقهٔ حضور دارد.